# Федоренко, Аким Иванович
Аким Иванович Федоренко (21 ноября 1901, село Угрицы Ельнинского уезда Смоленской губернии, теперь Смоленской области, Российская Федерация — 16 февраля 1995, город Ульяновск) — советский партийный деятель, 2-й секретарь Запорожского обкома КП(б)У. Член ЦК КП(б)У в июне 1938 — мае 1940 г.

## Биография
Родился в семье рабочего-забойщика. В октябре 1913 — июне 1917 г. — чернорабочий Ново-Екатерининского рудника Славяносербского уезда Екатеринославской губернии. В июле 1917 — апреле 1919 г. — ученик электрика Ново-Екатерининского рудника Славяносербского уезда.
В мае 1919 — апреле 1921 г. — вахтер отдела снабжения 41-й дивизии РККА.
В мае 1921 — сентябре 1922 г. — электромонтер Ново-Екатерининского рудника Славяносербского уезда. В октябре 1922 — апреле 1925 г. — шахтер рудника, одновременно ученик школы в городе Кадиевке. В мае — октябре 1925 г. — электромонтер рудника имени Артема в городе Алчевске на Донбассе.
Член РКП(б) с сентября 1925 года.
В ноябре 1925 — июне 1926 г. — красноармеец РККА. В июле 1926 — ноябре 1927 г. — электромонтер рудника имени Артема в городе Алчевске на Донбассе.
В декабре 1927 — октябре 1931 г. — бригадир-электрик Днепростроя в городе Запорожье. В ноябре 1931 — августе 1933 г. — мастер Днепрогэса имени Ленина в Запорожье. В 1932 году окончил Запорожский вечерний электротехникум на Днепровском строительстве, получил специальность электротехника.
В сентябре 1933 — октябре 1937 г. — электротехник Днепрогэса имени Ленина в Запорожье.
В октябре 1937 — мае 1938 г. — 1-й секретарь Ленинского районного комитета КП(б)У города Запорожье.
В мае 1938 — январе 1939 г. — 1-й секретарь Запорожского городского комитета КП(б)У Днепропетровской области.
В январе — феврале 1939 г. — 2-й секретарь Организационного бюро ЦК КП(б)У по Запорожской области. В феврале — июне 1939 г. — 2-й секретарь Запорожского областного комитета КП(б)У.
В июле 1939 — июне 1940 г. — уполномоченный Комитета партийного контроля (КПК) при ЦК ВКП(б) по Казахской ССР в Алма-Ате. В июне 1940 — ноябре 1941 г. — ответственный контролер Комитета партийного контроля (КПК) при ЦК ВКП(б) в Москве. В ноябре 1941 — августе 1945 г. — заместитель уполномоченного Комитета партийного контроля (КПК) при ЦК ВКП(б) по Таджикской ССР в Сталинабаде. В августе 1945 — апреле 1947 г. — уполномоченный Комитета партийного контроля (КПК) при ЦК ВКП(б) по Мордовской АССР в городе Саранске.
В апреле 1947 — апреле 1949 г. — ответственный работник Бюро ЦК ВКП(б) по Молдавской ССР в Кишиневе. В мае 1949 — июле 1952 г. — слушатель Высшей партийной школы при ЦК ВКП(б) в Москве.
В августе 1952 — июне 1953 г. — заместитель председателя исполнительного комитета Ульяновского областного совета депутатов трудящихся. В июне 1953 — январе 1963 г. — председатель партийной комиссии Ульяновского областного комитета КПСС. В январе 1963 — декабре 1964 г. — председатель партийной комиссии Ульяновского сельского областного комитета КПСС. В декабре 1964 — мае 1976 г. — председатель партийной комиссии Ульяновского областного комитета КПСС.
С мая 1976 года — на пенсии в городе Ульяновске, где и умер. Похоронен на Северном (Ишеевском) кладбище.

## Награды
- орден «Знак Почета» (21.04.1939)
- орден Дружбы народов (03.12.1981)
- медали